# Hofmark Adelshofen (Oberbayern)

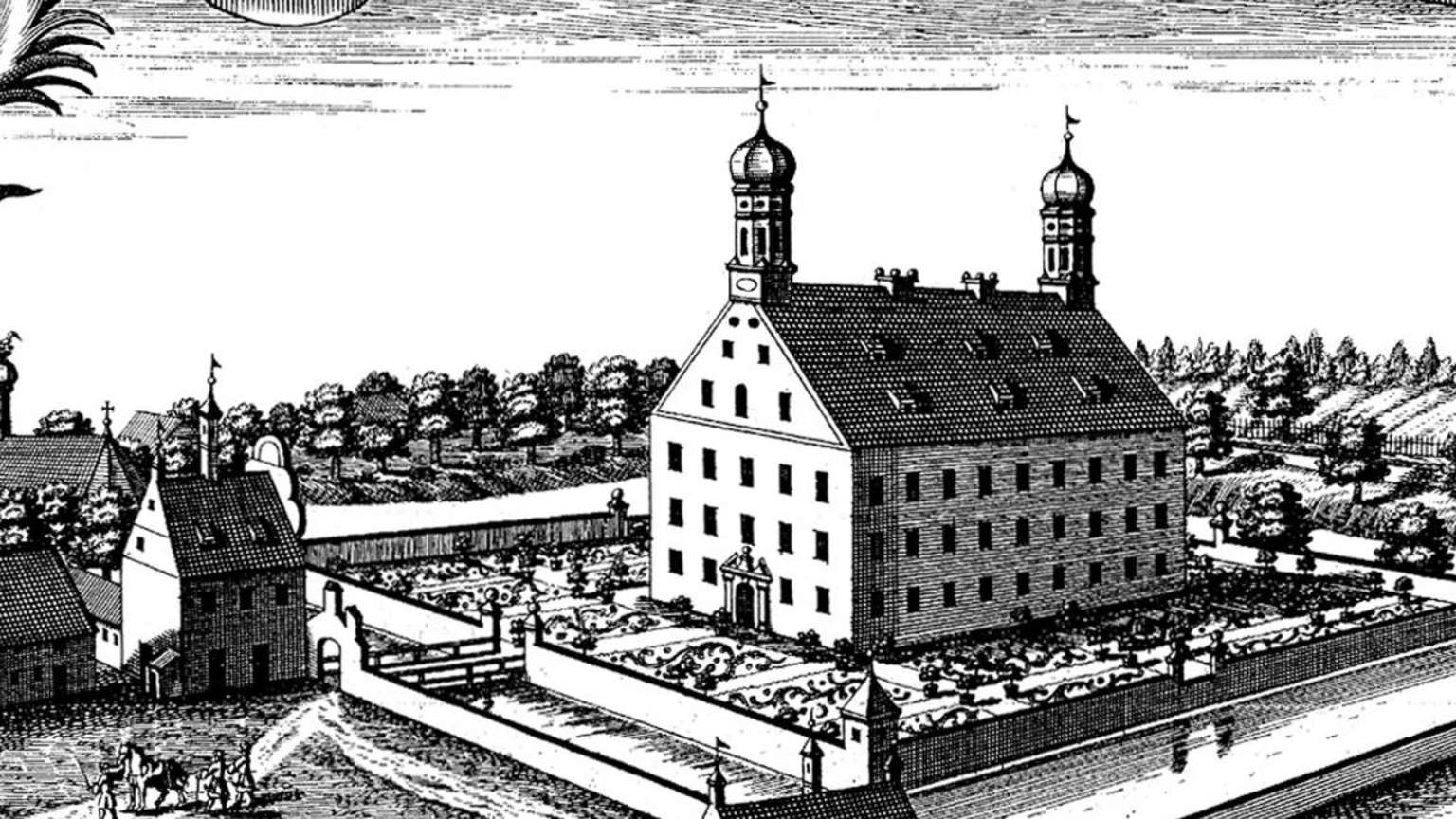
Schloss Adelshofen, Kupferstich von Michael Wening (1701)

Die Hofmark Adelshofen war eine geschlossene Hofmark in Adelshofen, einer Gemeinde im Landkreis Fürstenfeldbruck in Bayern. 
Die Hofmark gehörte seit Mitte des 16. Jahrhunderts dem Augsburger Patrizier Hans Lauginger, der sie 1580 an Hans Fugger wegen Überschuldung verkaufen musste. Die Grafen Fugger von Kirchberg und Weißenhorn blieben bis 1822 Eigentümer der Hofmark und des Schlosses in Adelshofen. Den Besitz erbte Maria Leopoldine von Österreich-Este, die Witwe des Kurfürsten Karl Theodor. 
Im Jahr 1831 wurde das Patrimonialgericht Adelshofen aufgelöst, das Schloss wurde 1833 abgerissen.